# الطريق الأوروبي E36
الطريق الأوروبي E36 هو طريق أوروبي من الغرب إلى الشرق يربط برلين في ألمانيا مع بوليسلاويك في بولندا.